# Новоселица (Литинский район)
Новосе́лица (укр. Новоселиця) — село на Украине, находится в Литинском районе Винницкой области.
Код КОАТУУ — 0522481305. Население по переписи 2001 года составляет 413 человек. Почтовый индекс — 22335. Телефонный код — 4347.
Занимает площадь 0,204 км².
В селе действует храм Апостола и Евангелиста Иоанна Богослова Литинского благочиния Винницкой епархии Украинской православной церкви.

## Адрес местного совета
22336, Винницкая область, Литинский р-н, с. Бруслинов, ул. Ленина, 14